# Ильфюрт
Ильфю́рт (фр. Illfurth) — коммуна на северо-востоке Франции в регионе Гранд-Эст (бывший Эльзас — Шампань — Арденны — Лотарингия), департамент Верхний Рейн, округ Альткирш, кантон Альткирш.
Площадь коммуны — 9,16 км², население — 2235 человек (2006) с выраженной тенденцией к росту: 2511 человек (2012), плотность населения — 274,1 чел/км².

## Население
Численность населения коммуны в 2011 году составляла 2512 человек, а в 2012 году — 2511 человек.
| 1962 | 1968 | 1975 | 1982 | 1990 | 1999 | 2006 | 2011 | 2012 |
| ---- | ---- | ---- | ---- | ---- | ---- | ---- | ---- | ---- |
| 1590 | 1671 | 1721 | 1692 | 1828 | 1959 | 2235 | 2512 | 2511 |

Динамика населения:

## Экономика
В 2010 году из 1587 человек трудоспособного возраста (от 15 до 64 лет) 1196 были экономически активными, 391 — неактивными (показатель активности 75,4 %, в 1999 году — 72,4 %). Из 1196 активных трудоспособных жителей работали 1108 человек (588 мужчин и 520 женщин), 88 числились безработными (41 мужчина и 47 женщин). Среди 391 трудоспособных неактивных граждан 158 были учениками либо студентами, 129 — пенсионерами, а ещё 104 — были неактивны в силу других причин.
На протяжении 2011 года в коммуне числилось 992 облагаемых налогом домохозяйства, в которых проживало 2490,5 человек. При этом медиана доходов составила 23977 евро на одного налогоплательщика.

## Достопримечательности (фотогалерея)

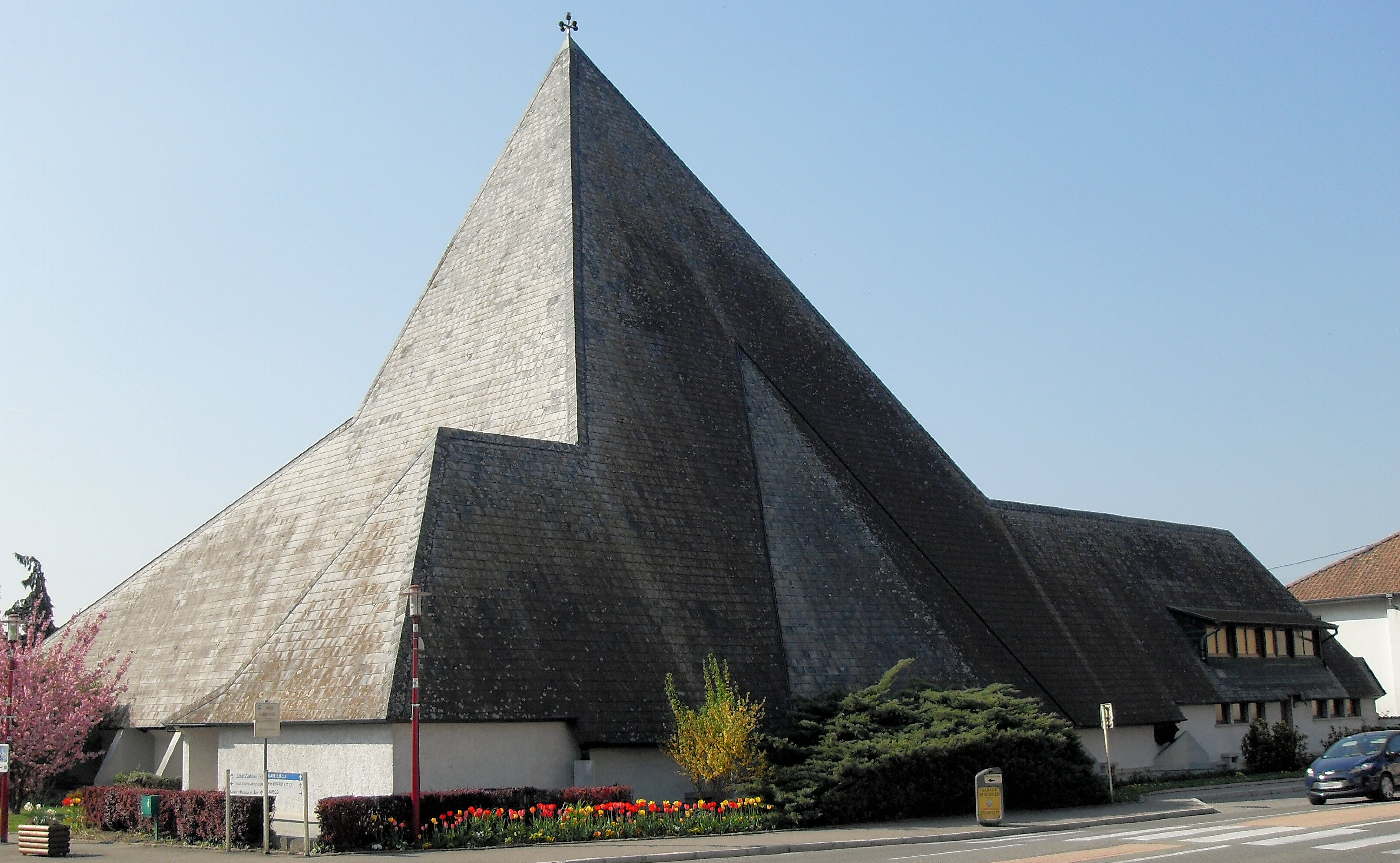
Церковь Сен-Мартен